# Eugenia mimus
Eugenia mimus är en myrtenväxtart som beskrevs av Mcvaugh. Eugenia mimus ingår i släktet Eugenia och familjen myrtenväxter. Inga underarter finns listade i Catalogue of Life.